# Φ
Phi（大写Φ，小写φ，中文音译：斐），是第二十一个希腊字母。
希腊小写字母{\displaystyle \varphi \,\!}，左上角的弯是开口的；而用作符号时，通常会写作{\displaystyle \phi \,\!}，变成了一个縮小了的大写Φ的形狀（Unicode：U+03D5）。

## 用途
大写的Φ用于：
- 物理上的磁通量
- 電學上表示電源是單相還是三相電，例如：1Φ、3Φ。

{\displaystyle \phi \,\!} 符号用于：
- 數學、物理中的角度（與θ共同）
- 物理上波动的相
- 电流、电压的相位
- 静电学的电势
- 黄金分割率（1.618……）的符号
- 数学上复数的輻角
- 立体坐标中，一直线与 z-轴之间的夹角
- 欧拉函数
- φ键、φ，一类理论上的化学键
- 有機化學上苯基的簡寫
- 工程学上，模件大小的直径

{\displaystyle \varnothing }（Ø）是一个类似phi的符号，但實際上它不是希臘字母phi，而是北歐語言中的拉丁字母ø。

## 参看

### 其他字母中的相近字母
- （西里尔字母 ef）

### 与φ相似但无任何关系的字母
- （拉丁字母 oe）

### 在其它領域中
- 日本雙人組合近畿小子（KinKi Kids）專輯名稱《Φ》
- 假面騎士555的Faiz的代表符號
- 瑞士手表品牌“名士”（BAUME & MERCIER）选用该字母作为標誌置於錶盤12點鐘的位置 ，该品牌1830年创立，以“制作质量最好的腕表”为信条。